# Mill-Gletscher
Der Mill-Gletscher ist ein 16 km langer Gletscher in der antarktischen Ross Dependency. Er fließt in nordwestlicher Richtung zwischen der Dominion Range und der Supporters Range zum Beardmore-Gletscher. 
Der Gletscher wurde von Teilnehmern der Nimrod-Expedition (1907–1909) unter der Leitung des britischen Polarforschers Ernest Shackleton entdeckt. Benannt ist er nach Hugh Robert Mill (1861–1950), einem mit Shackleton befreundeten Teilnehmer der Discovery-Expedition (1901–1904) und langjährigem Bibliothekar der Royal Geographical Society. Nach ihm ist auch die Mill-Insel benannt.